# Hemlig uppgift

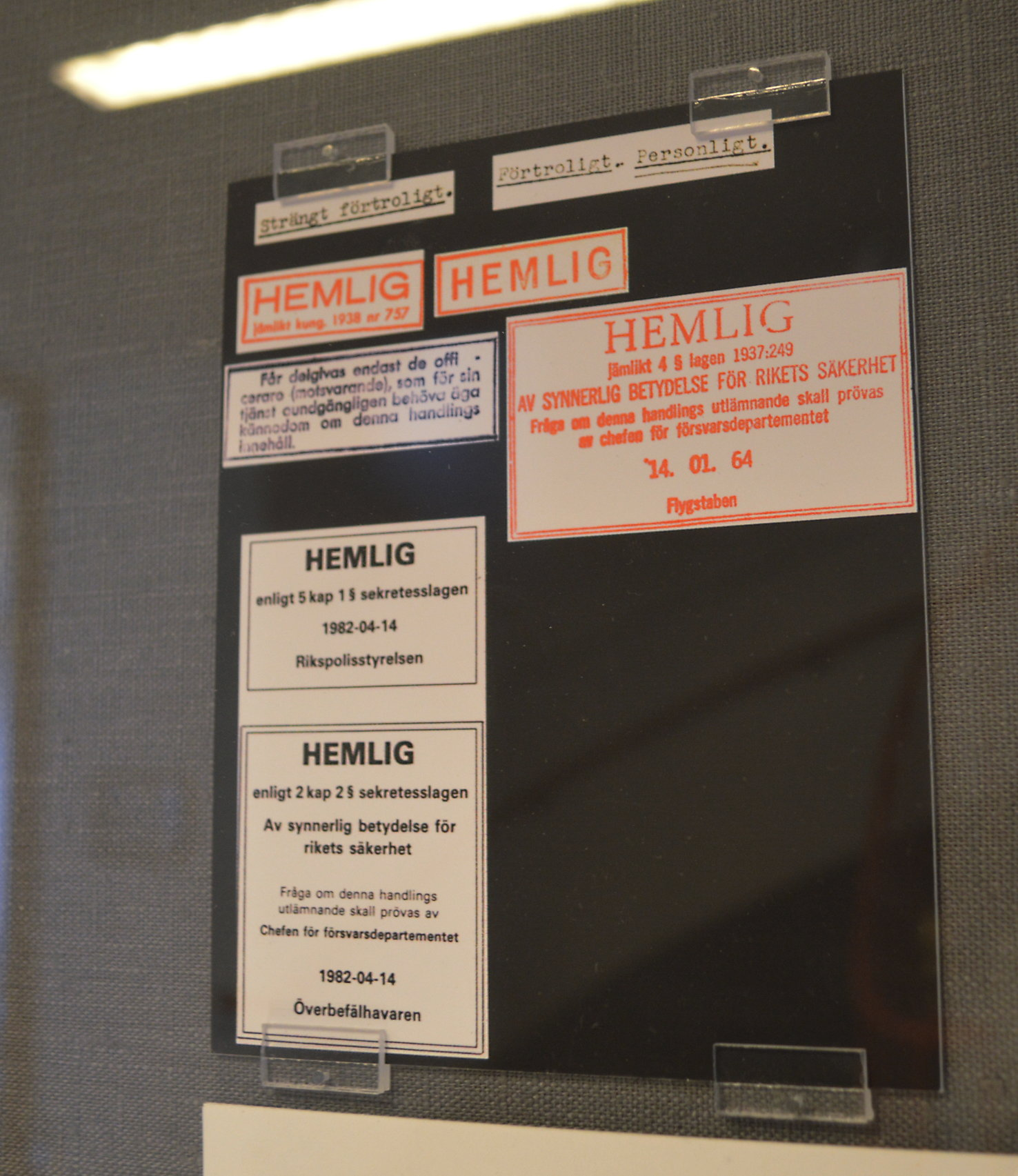
Collage av hemligstämplar, sekretessmarkeringar - utställning på Krigsarkivet, entréfoajén, i Stockholm. Märkning av denna typ underlättar för olika myndigheters anställda att hantera hemliga uppgifter i sina handlingar.

Hemlig uppgift är en uppgift som av en stat, vanligen en myndighet, anses vara skyddsvärd information som måste skyddas mot allmän kännedom. Behörighet till att få del av uppgiften regleras i lag eller annat regelverk och är vanligen begränsad till personer med behov av uppgiften i sin verksamhet. Felaktig hantering av en hemlig uppgift kan leda till laga ansvar. 
För att få del av uppgiften måste en person vara godkänd för detta. Godkännandet sker enligt en process som vanligen omfattar personutredning och utbildning innan uppgiften kan lämnas över. I Sverige kallas denna process för säkerhetsprövning. Det måste tydligt framgå av uppgiften att den omfattas av sekretess, vilket sker genom sekretessmarkering, populärt kallat "hemligstämpel". Skyddsvärdesgraden regleras efter en bedömning av hur hemlig uppgiften är, vilket man kommer fram till genom en så kallad menbedömning, det vill säga en uppskattning av det men som skulle uppstå om en obehörig person skulle få tillgång till uppgiften. Varje stat har sina egna kriterier för denna bedömning, men det finns samtidigt internationella överenskommelser, till exempel i bilaterala avtal och i mellanfolkliga avtal där man efter förhandlingar kommit överens om hur de olika parternas hemliga uppgifter skall skyddas.
Man skiljer mellan formell sekretessmarkering inom statlig verksamhet och näringslivets anvisningar kring hur information bör skyddas, till exempel genom att märka uppgiften "företagsintern information", där den senare inte skyddas av samma regelverk som för hemlig uppgift som sådan. I Sverige skyddas företagsinformation främst genom lagen om företagshemligheter (1999:409). Vidare kan denna så kallade informationssäkerhetsklassificering kompletteras med ytterligare anvisningar med hur informationen skall hanteras. Syftet kan i detta fall till exempel vara att förhindra att konkurrenter kommer över företagshemligheter, personuppgifter eller information om förestående finansiella transaktioner och affärer.
Över tid avtar vanligen behovet av att skydda informationen, eftersom den uppgift sekretessen skall skydda av olika anledningar inte längre har samma skyddsvärde. Då tillräckligt lång tid har förflutit kan uppgiften avhemligas och då bli öppen information. Ett lands lagstiftning kan medge att en hemlig uppgift lämnas ut om den inte längre bedöms vara tillräckligt skyddsvärd. Sådan lagstiftning kan även medge att information med hemliga uppgifter lämnas ut, men då maskerad så att det inte framgår vad det är som faktiskt utgör hemlig uppgift.

## Informationssäkerhetsklassificering
Syftet med informationssäkerhetsklassificering, eller informationssäkerhetsklassning, är att skydda informationen. Ju högre informationssäkerhetsklass, desto större men kan kännedom om uppgiften vålla en stat och rikets säkerhet. Informationssäkerhetsklassificeringen bygger på en förtida menbedömning och indelas efter hur skyddsvärd informationen anses vara. Olika informationssäkerhetsklasser har vanligen olika krav på skydd för att se till att uppgiften inte röjs, oavsett om det sker avsiktligen eller av misstag. Det förekommer att hemlig uppgift läcks till media eller på annat sätt, många gånger med ett visst syfte, till exempel genom att skapa debatt eller för att få politiska fördelar. Ett exempel på detta är att flera amerikanska presidenter läckt skyddsvärd information för att få fram sitt politiska budskap.

## Vanliga informationssäkerhetsklasser
Även om informationssäkerhetsklasserna varierar mellan stater följer de ofta brittisk standard, så även i Sverige. I den nya säkerhetsskyddslagen som träder i kraft 1 april 2019 antogs emellertid nya informationssäkerhetsklasser.

### Top Secret

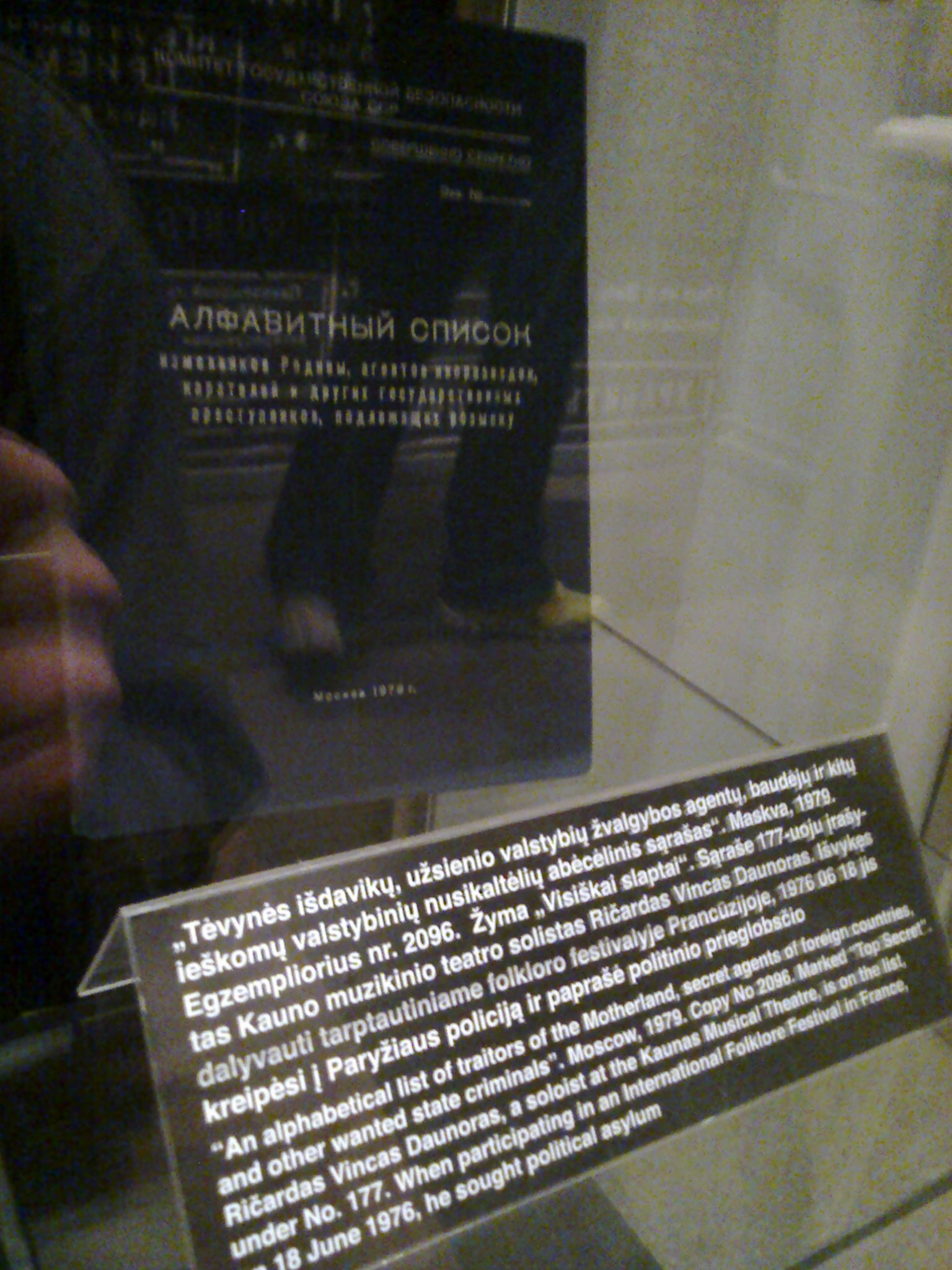
KGB:s lista över förrädare, utställd i Ockupations- och frihetsmuseet (Okupacijų ir laisvės kovų muziejus) i Vilnius i Litauen. Listan var ursprungligen klassificerad som Top Secret.

Top Secret, i Sverige Kvalificerat hemlig, är den högsta informationssäkerhetsklassen. Informationen kan även delas in ytterligare så att behörigheten till den detaljstyrs med hjälp av olika kodord, som ett legalt sätt att dölja samlad och skyddsvärda uppgifter. Sådana uppgifter skulle kunna medföra synnerligt men för ett lands säkerhet om den kom till allmänhetens kännedom. Fram till 1942 använde Storbritannien och länderna i Brittiska imperiet klassen Most Secret, men detta ändrades senare till den amerikanska klassen Top Secret för att förenkla ländernas militära samarbete.
The Washington Post gjorde 2010 en undersökning, Top Secret America, där man uppskattade att cirka 845 000 personer var godkända för att ta del av den högsta informationssäkerhetsklassen i USA.

### Secret
| ” | Det är önskvärt att ingen handling avseende oetiska experiment på människor i USA görs allmänt känd då det skulle kunna ha motsatt effekt hos allmänheten eller leda till rättsprocesser. Dokumentationen inom detta område bör därför klassificeras som "secret". | „ |
| – 17 april 1947: PM från överste O.G. Haywood Jr vid Atomic Energy Commission till Dr. Fidler vid Oak Ridge Laboratory i Tennessee. | |   |

Från 2010 är det genom presidentorder 13526 förbjudet att sekretessmarkera dokument enbart för att dölja "lagbrott, ineffektivitet eller administrativa misstag", eller för att "förebygga att en person, organisation eller myndighet utsätts för generande uppmärksamhet" Information som klassificerats som Hemlig/Secret skulle kunna medföra men för ett lands säkerhet om den kom till allmänhetens kännedom.
I USA kan operativ information med denna klassificering också förses med en så kallad distributionsmarkering, i detta fall "LIMDIS", limit distribution, det vill säga "begränsad spridning". I Sverige benämns vanligen denna klass som Hemlig/Secret.

### Confidential
Information som klassificerats som Konfidentiell skulle kunna medföra men för ett lands säkerhet om den kom till allmänhetens kännedom,även om detta men är något mindre än den högre informationssäkerhetsklasen Hemlig/Secret. I Sverige benämns vanligen denna klass som Konfidentiell/Confidential.

### Restricted
Information som klassificerats som Restricted, i Sverige Begränsat hemlig, skulle kunna medföra begränsat men för ett lands säkerhet om den kom till allmänhetens kännedom. En del länder har inte denna informationsäkerhetsklass, utan kan ha annan benämning.

### Official
Uppgift som klassificerats som Official (motsvarar amerikanska försvarsdepartementets klass FOUO – For Official Use Only) omfattar generellt sett en regerings och/eller myndighets verksamhet. Detta gäller en mängd olika typer av information och med varierande krav på känslighet, där en eventuell skada till följd av röjande eller förlust skulle kunna få olika konsekvens. Informationen vägs mot en hotbild som närmast motsvarar de risker som ett civilt företag måste hantera.
I Storbritannien ersattes de tidigare informationssäkerhetsklasserna Confidential och Restricted med Official i april 2014. De förses ofta med en distributionsmarkering, till exempel Official/Sensitive. Sekretessmarkeringen Official används inte i Sverige.

### Unclassified
Unclassified är egentligen inte en informationssäkerhetsklass, utan en beteckning som används för uppgifter som inte inordnas i en särskild informationssäkerhetsklass eller som har avhemligats. Informationen är vanligen inte känslig och behöver därmed inte något särskilt skydd, till exempel säkerhetsprövning. Inom kategorin ryms en mängd olika varianter av klassificeringar. I Sverige används vanligen Öppen/Unclassified.[källa behövs]

### Översättning
Den här artikeln är helt eller delvis baserad på material från engelskspråkiga Wikipedia.